# جون هنري مانلي
جون هنري مانلي (بالإنجليزية: John Henry Manley)‏ (مواليد 21 يوليو 1907 في إلينوي - 11 يونيو 1990)، هو فيزيائي أمريكي، عمل مع روبرت أوبنهايمر في جامعة كاليفورنيا (بركلي)، ثم أصبح أحد قادة مشروع مانهاتن.

## مسيرته
تخرج جون من جامعة إلينوي بمرحلة البكالوريوس سنة 1929، ثم حصل على الدكتوراه في الفيزياء من جامعة ميشيغان سنة 1934. ثم أصبح محاضراً في جامعة كولومبيا، ثم بروفيسور في جامعة إلينوي منذ سنة 1937 حتى 1942.
عمل خلال الحرب العالمية الثانية في جامعة شيكاغو. في سنة 1942 تعرف على أوبنهايمر وبدأ عمله في مختبر لوس ألاموس.